# ماكس جوزيف بمسيل
ماكس جوسف بيمسيل (15 يناير 1897 - 30 يونيو 1985) كان Generalleutnant في الجيش الألماني خلال الحرب العالمية الثانية. بعد الحرب، أصبح واحدًا من عدد قليل جدًا من كبار الضباط من ألمانيا النازية -القوات المسلحة للخدمة في جيش ألمانيا الغربية.

## الحياة والوظيفة
ولد بيمسيل في 15 يناير 1897 في ريجنسبورج، بافاريا، ودخل الجيش البافاري خلال الحرب العالمية الأولى في أبريل 1916 كمتطوع. تم تعيينه في فوج المشاة الاحتياطي الحادي عشر، والذي شهد معه العمل في الجبهة الغربية. في 30 أبريل 1918، تمت ترقيته إلى ملازم. بعد الهدنة، بقي بيمسيل في الرايخويهرالألماني المنكمش. في عام 1935 أصبح بيمسيل ضابط أركان في الفرقة الجبلية الأولى. 

## روابط خارجية
- ماكس جوزيف بمسيل على موقع مونزينجر (الألمانية)